# Keon Johnson
Christopher Keon Johnson (Shelbyville, 10 marzo 2002) è un cestista statunitense, di ruolo guardia, professionista nella NBA con i Brooklyn Nets.

## Carriera
Dopo aver trascorso una stagione con i Tennessee Volunteers, nel 2021 si dichiara eleggibile per il Draft NBA, venendo chiamato con la ventunesima scelta assoluta dai Los Angeles Clippers.
Il 4 febbraio viene scambiato ai Portland Trail Blazers insieme a Eric Bledsoe, Justise Winslow e una scelta al secondo giro nel 2025 via Detroit, in cambio di Norman Powell e Robert Covington.

## Statistiche

### NCAA
| Anno      | Squadra          | PG | PT | MP   | TC%  | 3P%  | TL%  | RP  | AP  | PRP | SP  | PP   |
| --------- | ---------------- | -- | -- | ---- | ---- | ---- | ---- | --- | --- | --- | --- | ---- |
| 2020-2021 | Tenn. Volunteers | 27 | 17 | 25,4 | 44,9 | 27,1 | 70,3 | 3,5 | 2,5 | 1,1 | 0,4 | 11,3 |
| Carriera  | Carriera         | 27 | 17 | 25,4 | 44,9 | 27,1 | 70,3 | 3,5 | 2,5 | 1,1 | 0,4 | 11,3 |

#### Massimi in carriera
- Massimo di punti: 27 vs Kentucky (6 febbraio 2021)[4]
- Massimo di rimbalzi: 9 (2 volte)
- Massimo di assist: 6 vs Florida (12 marzo 2021)
- Massimo di palle rubate: 4 vs Appalachian State (15 dicembre 2020)
- Massimo di stoppate: 2 (3 volte)
- Massimo di minuti giocati: 36 (2 volte)

### NBA

#### Regular Season
| Anno      | Squadra             | PG  | PT | MP   | TC%  | 3P%  | TL%  | RP  | AP  | PRP | SP  | PP   |
| --------- | ------------------- | --- | -- | ---- | ---- | ---- | ---- | --- | --- | --- | --- | ---- |
| 2021-2022 | L.A. Clippers       | 15  | 0  | 9,0  | 33,3 | 27,3 | 76,2 | 1,4 | 0,9 | 0,5 | 0,1 | 3,5  |
| 2021-2022 | Portland T. Blazers | 22  | 12 | 25,5 | 35,7 | 34,8 | 83,3 | 2,7 | 2,9 | 1,0 | 0,5 | 9,7  |
| 2022-2023 | Portland T. Blazers | 40  | 0  | 10,4 | 37,6 | 34,6 | 65,9 | 1,1 | 1,5 | 0,5 | 0,2 | 4,7  |
| 2023-2024 | Brooklyn Nets       | 5   | 0  | 12,2 | 38,1 | 40,0 | 91,7 | 1,4 | 0,6 | 0,6 | 0,2 | 6,2  |
| 2024-2025 | Brooklyn Nets       | 79  | 56 | 24,4 | 38,9 | 31,4 | 77,0 | 3,8 | 2,2 | 1,0 | 0,4 | 10,6 |
| Carriera  | Carriera            | 161 | 68 | 19,2 | 37,9 | 32,4 | 76,5 | 2,7 | 1,9 | 0,8 | 0,3 | 8,2  |

#### Massimi in carriera
- Massimo di punti: 20 (2 volte)[5]
- Massimo di rimbalzi: 7 vs Minnesota Timberwolves (7 marzo 2022)
- Massimo di assist: 8 vs New Orleans Pelicans (7 aprile 2022)
- Massimo di palle rubate: 4 (2 volte)
- Massimo di stoppate: 2 (3 volte)
- Massimo di minuti giocati: 42 vs Oklahoma City Thunder (28 marzo 2022)

### G League
| Anno      | Squadra          | PG | PT | MP   | TC%  | 3P%  | TL%  | RP  | AP  | PRP | SP  | PP   |
| --------- | ---------------- | -- | -- | ---- | ---- | ---- | ---- | --- | --- | --- | --- | ---- |
| 2021-2022 | A.C. Clippers    | 16 | 16 | 30,7 | 43,4 | 32,6 | 75,9 | 5,0 | 4,3 | 1,3 | 0,9 | 15,7 |
| 2023-2024 | Long Island Nets | 41 | 4  | 27,2 | 47,1 | 36,2 | 78,9 | 5,7 | 3,5 | 1,1 | 0,6 | 17,7 |
| Carriera  | Carriera         | 57 | 20 | 28,2 | 46,0 | 35,5 | 78,3 | 5,5 | 3,7 | 1,1 | 0,7 | 17,1 |